# Мунго на Грандидие
Мунго на Грандидие (Galidictis grandidieri) е вид бозайник от семейство Мадагаскарски мангустоподобни (Eupleridae). Видът е застрашен от изчезване.

## Разпространение
Разпространен е в Мадагаскар.